# 罗阿肖 (韦尔切利省)
罗阿肖（義大利語：Roasio），是意大利韦尔切利省的一个市镇。总面积28平方公里，人口2494人，人口密度89.1人/平方公里（2009年）。ISTAT代码为002116。